# Jacob Bording (Mediziner)

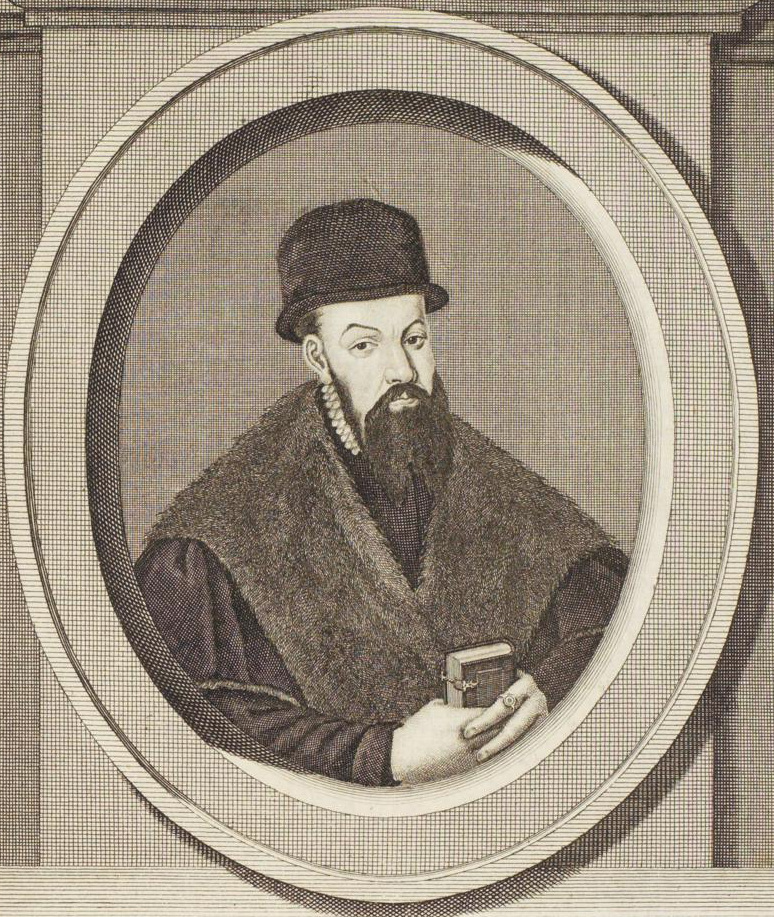
Jacob Bording

Jacob Nikolaus Bording, auch Jakob Nikolaus Bording, genannt der Ältere (* am 11. Juni oder am 12. Juli 1511 in Antwerpen; † 1., 3. oder 5. September 1560 in Kopenhagen) war ein flämischer Mediziner, Leibarzt und Hochschullehrer.

## Leben und Wirken
Jacob Bording war der Sohn des Antwerpener Kaufmannes Nikolaus Bording (1449–1520) und seiner Frau Adriane Adrians Dotter (* ca. 1478), die mit Papst Hadrian VI. verwandt gewesen sein soll.
Nach seiner Schulzeit in Antwerpen studierte er zunächst in Löwen/Flandern alte Sprachen. Ab 1530 folgte zuerst in Paris bei Jacobus Sylvius und später in Montpellier ein Studium der Medizin. Im Jahr 1537 übernahm er durch Vermittlung des Kardinals Jakobus Sadolet eine Dozentenstelle in Carpentras/Frankreich. Bald darauf wechselte er zur Universität Bologna, wo er schließlich im Jahr 1540 promovierte.

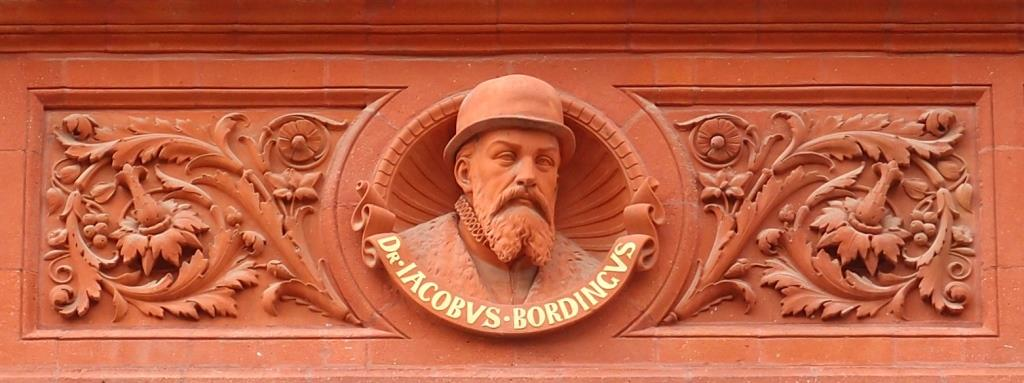
Relief Jacob Bordings an der Fassade der Universität Rostock

Als fertiger Mediziner zog es ihn zunächst zurück in seine alte Heimatstadt Antwerpen, in der er sich aber schon bald auf Grund seiner evangelischen Religionszugehörigkeit der Verfolgung durch die „Ketzer-Richter“ des Kaisers Karl V. ausgesetzt sah. Er wanderte 1544 zunächst nach Hamburg aus und folgte im Jahre 1549 einem Ruf des Herzogs Heinrich V. von Mecklenburg-Schwerin, wurde an der dortigen Universität Rostock zum ordentlichen Professor ernannt und gleichzeitig zum Leibarzt des Herzogs bestimmt. Bereits sieben Jahre später und vier Jahre nach dem Tode des Herzogs wurde er vom König Christian III. von Dänemark und Norwegen ebenfalls zum Leibarzt berufen und zum Professor und Rektor an der dortigen Universität Kopenhagen ernannt. Am 5. September des Jahres 1560 starb er im Alter von 49 Jahren.

## Familie
Bording war seit 1538 mit Francisca (geborene Negroni oder Nigrona, 1523; † 16. August 1582) verheiratet, einer Tochter des genuesischen Patriziers Termio Negroni und der Jeanne de Rochelle aus dem Patriziat von Avignon. Das Paar hatte neun Kinder, darunter:
- Philipp Bording (* 1. Mai 1542 in Antwerpen; † 5. September 1565 in Stralsund),[6] war ein Mediziner und zuletzt Stadtphysikus von Stralsund. Er starb an der Pest.
- Johanna (1544–1584) ⚭ 1560 mit dem Theologieprofessor Lucas Bacmeister dem Älteren
- Nikolaus Bording (* 27. März 1545; † 1567), starb in Frankreich.
- Jakob Bording der Jüngere (* 27. Januar 1547; † 21. Februar 1616) wurde Kanzler von Mecklenburg und Bürgermeister von Lübeck ⚭ 1. mit Elisabeth (geborene Burenius; † 1593), eine Tochter des Arnold Burenius; 2. mit Anna (geborene Horstmann, verwitwete Wedemhoff). Er hatte keine Kinder.[7]

## Schriften (Auswahl)
- Anatomie, Zusammenfassung im Namen Bordings, herausgegeben zunächst in Helmstedt, später durch Levinus Battus in Rostock unter dem Titel Physiologie im Jahr 1591.
- Pathologie, ein Kommentar zu drei Büchern des Galen, über die Unterschiede und Ursachen der Krankheiten und Symptome. Herausgegeben durch Levinus Battus, Rostock 1591.
- Gewisse Ratschläge für die berühmtesten Grundsätze, nach Vorschrift. Rostock 1604.